# 让萨克德布洛涅
让萨克德布洛涅（法語：Gensac-de-Boulogne，法語發音：[ʒɑ̃sak də bulɔɲ]，意为“布洛涅的让萨克”）是法国上加龙省的一个市镇，属于圣戈当区。

## 地理
让萨克德布洛涅（43°15'10"N, 0°35'12"E）面积10.96 平方千米，位于法国奧克西塔尼大區上加龙省，该省份为法国西南部内陆省份，西南端与西班牙接壤，自此顺时针与上比利牛斯省、热尔省、塔恩-加龙省、塔恩省、奥德省和阿列日省接壤。
与让萨克德布洛涅接壤的市镇（或旧市镇、城区）包括：拉拉讷、维勒米尔、布拉让、热斯河畔布洛涅、尼藏热斯、科曼日地区圣卢。

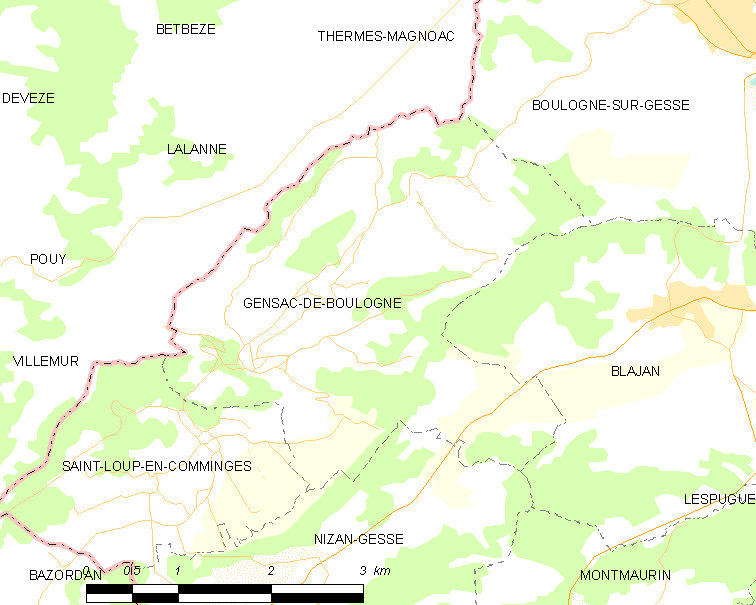
让萨克德布洛涅的OSM定位图

让萨克德布洛涅的时区为UTC+01:00、UTC+02:00（夏令时）。

## 行政
让萨克德布洛涅的邮政编码为31350，INSEE市镇编码为31218。

## 政治
让萨克德布洛涅所属的省级选区为圣戈当县。

## 人口

1962-2008年间让萨克德布洛涅人口变化图示

让萨克德布洛涅于2022年1月1日时的人口数量为97人。